# Les Apprentis (film, 1995)
Pour les articles homonymes, voir Les Apprentis.
Pour plus de détails, voir Fiche technique et Distribution.
Les Apprentis est un film français réalisé par Pierre Salvadori, sorti en 1995.

## Synopsis
De boulots minables en cambriolages calamiteux, d'expériences érotiques épiques en désillusions amoureuses, Antoine et Fred font l'apprentissage parfois douloureux d'un quotidien où l'amour, l'amitié, ou la simple proximité de l'autre sont les plus belles des richesses.

## Fiche technique
- Titre : Les Apprentis
- Réalisation : Pierre Salvadori
- Scénario : Pierre Salvadori, Philippe Harel (scénario édité chez Arte Éditions / Hachette)
- Producteurs : Philippe Martin et Gérard Louvin
- Image : Gilles Henry
- Musique : Philippe Eidel
- Montage : Hélène Viard
- Costumes : Valérie Pozzo di Borgo
- Décors : François Emmanuelli
- Son : Laurent Poirier
- Production : Les Films Pelléas, Glem Films
- Coproduction: La Sept Cinéma, DD productions, Prima, SOFICA COFIMAGE 6
- Pays d'origine :  France
- Format : couleurs − 35 mm
- Durée : 95 minutes
- Date de sortie : 20 décembre 1995
- Visa d'exploitation: n°85750

## Distribution
- Marie Trintignant : Lorette
- François Cluzet : Antoine Parent
- Guillaume Depardieu : Fred Rouyer
- Judith Henry : Sylvie
- Claire Laroche : Agnès
- Philippe Girard : Nicolas
- Bernard Yerlès : Patrick
- Jean-Pol Brissart : rédacteur en Chef de Karaté Mag.
- Blandine Pélissier : la jeune femme de l'agence immobilière
- Jean-Michel Julliard : médecin
- Maryvonne Schiltz : mère de Fred
- Claude Aufaure : père de Fred
- Hélène Roussel : mère d'Antoine
- Marie Riva : jeune maman du loyer 48
- Philippe Duquesne : jeune papa du loyer 48
- Agathe Lepicard : enfant du loyer 48
- Jeanne Lepicard : enfant du loyer 48
- Jean-Baptiste Marcenac : Benoît
- Elisabeth Kaza : grand-mère de benoît
- Marie-Claud Mestral : mère de Sylvie
- Philippe Duclos : rédacteur en chef mots croisés
- Serge Riaboukine : professeur de théâtre
- Zinedine Soualem : serveur de café
- Gérald Weingand : Laurent
- Évelyne Istria : femme du métro
- Delphine Bachy : Sandra
- Michel Lebret : pharmacien
- Ted Paczula : Marc
- Ariane Deviègue : caissière magasin de photos
- Julien Cafaro : policier commissariat
- Barbara Dziadon : Madame Kowarsky
- Jean-Noël Fenwick : surveillant chef magasin de photos
- Sophie Mounicot : surveillante magasin de photos
- Philippe Harel : voisin Valérie
- Thierry Balcon : Henri
- Jonathan Chiche Bernard : jeune voleur

## Distinctions
- César du meilleur espoir masculin pour Guillaume Depardieu en 1996
- Nomination au César du meilleur acteur pour François Cluzet lors de la cérémonie des Césars 1996